# Dotterbolag
Ett dotterbolag är en typ av bolag som styrs av ett annat bolag, moderbolaget. Tillsammans med moderbolaget ingår dotterbolaget i en koncern. Två dotterbolag som tillhör samma moderbolag kallas systerbolag. Samtliga bolag som ägs direkt eller via andra dotterbolag betecknas gemensamt som dotterbolag till moderbolaget, beteckningar som dotterdotterbolag eller liknande används normalt inte. Terminologin används oberoende av ekonomiska storleksförhållanden som förekommer inom en koncern.
För att ett bolag skall betecknas som ett dotterbolag krävs att ett annat bolag har bestämmande inflytande. Många gånger kan ett dotterbolag vara helägt av sitt moderbolag varvid koncernförhållandet är lätt att identifiera och fastslå. Om ett bolag kontrollerar mer än 50 % av rösterna på årsstämma eller motsvarande beslutande organ eller via avtal eller andra förhållande självständigt kan utöva bestämmande inflytande anses ett moder-dotterbolagsförhållande föreligga. Bolag vari ett annat bolag har ett väsentligt ägande men inte kan utöva bestämmande inflytande betecknas som intressebolag. 